# Phradmon (genre)
Pour l’article homonyme, voir Phradmon.
Genre
Phradmon est un genre de collemboles de la famille des Neanuridae.

## Distribution
Les espèces de ce genre se rencontrent en Australie et dans les îles subantarctiques.

## Liste des espèces
Selon Checklist of the Collembola of the World (version du 17 octobre 2019) :
- Phradmon australasiae (Womersley, 1935)
- Phradmon floccosus Greenslade & Deharveng, 1991
- Phradmon maralali Greenslade & Deharveng, 1991
- Phradmon schotti (Womersley, 1935)
- Phradmon tasmaniae Greenslade & Deharveng, 1991
- Phradmon trisetosus Greenslade & Deharveng, 1991

## Publication originale
- Greenslade & Deharveng, 1991 : Phradmon, a new genus of Paleonurini (Collembola: Neanuridae) from Australia with a key to the genera from southern regions and notes on Pronura. Invertebrate Taxonomy, vol. 5, no 4, p. 837-854.